# Бойко, Вадим Леонидович
Вадим Леонидович Бойко (5 ноября 1962 года, Светловодск Кировоградской области — 14 февраля 1992 года, Киев) — украинский журналист и государственный деятель, депутат Верховной Рады Украины I созыва (1990—1992).

## Биография
Родился 5 ноября 1962 года в городе Светловодск Кировоградской области. Окончил среднюю школу № 2 города Светловодск с золотой медалью. Первые пробы пера печатались в районной газете «Надднепрянская правда».
В 1979 году поступил на факультет журналистики Киевского государственного университета имени Т. Г. Шевченко, который окончил в 1984 году с красным дипломом.
С 1984 года — редактор, старший редактор передачи «Молодёжная студия „Гарт“». Главный редактор программ для молодёжи Украинского телевидения, внештатный корреспондент программы «Взгляд» Центрального телевидения СССР, постоянно выступал на страницах газеты «Комсомольская Правда».
Принимал активное участие в освещении событий, связанных с ликвидацией последствий аварии на ЧАЭС.
Член ВЛКСМ. Заместитель секретаря комитета ЛКСМУ Украинского телевидения.
В 1990 году был выдвинут кандидатом в Народные депутаты пленумом Автозаводского райкома ЛКСМУ города Кременчуга.
18 марта 1990 года был избран депутатом Верховной Рады Украины I созыва от Кременчугско-Автозаводского избирательного округа № 320 (Полтавская область). Заместитель председателя Комиссии Верховной Рады Украины по вопросам гласности и средств массовой информации.
14 февраля 1992 года погиб при невыясненных обстоятельствах. В тот день после взрыва и сильного пожара в квартире Бойко в Киеве в общежитии Гостелерадио на улице Довженко нашли его труп. Городская прокуратура заявила, что в квартире взорвался телевизор. Однако сразу после взрыва, который произошёл в 17:00, соседи видели пылающую дверь квартиры Бойко, которая явно была чем-то облита и подожжена.
А законченная 19 февраля экспертиза показала, что Бойко погиб до пожара (в лёгких трупа не было гари).
Похоронен в Светловодске Кировоградской области.

## Память
В Светловодске и Кременчуге в честь Вадима Бойко названы улицы, на которых установлены памятные доски.
С 2002 года проводится традиционный творческий конкурс для юных журналистов памяти Вадима Бойко.